# Salomé Haller
Salomé Haller (* 11. April 1975 in Straßburg) ist eine französische Opern- und Oratoriensängerin (lyrischer Sopran). 

## Leben
Sie begann ihre Gesangsausbildung in ihrer Heimatstadt und vollendete sie am Conservatoire supérieur de musique. Seit Anfang der 2000er Jahre gilt sie aufgrund ihrer kraftvollen, ausdrucksstarken Stimme als eine der hoffnungsvollsten Nachwuchsdiven des klassischen französischen Gesangs.
Hallers älterer Bruder Benoît Haller ist ebenfalls Konzertsänger (Tenor) und Dirigent.